# 鹿嶋敬
鹿嶋 敬（かしま たかし、1945年4月1日 - ）は、日本の社会学者・元ジャーナリスト。専門は、女性労働、男女共同参画、ジェンダー論、家族社会学、ワーク・ライフ・バランス論、マスコミュニケーション論など。日本経済新聞記者として長く男女雇用機会均等法の制定など「女性と労働」問題などを追及したが、定年を機に研究者に転身し、2005年から実践女子大学人間社会学部教授を務めた。2015年に同大学を定年退職後は、一般財団法人女性労働協会会長としてファミリーサポート事業の展開や女性の活躍推進などに力を注ぐ。
男女共同参画社会の形成にも尽力し、2005年9月～2017年3月まで政府の重要政策会議である男女共同参画会議議員。第4次男女共同参画基本計画・計画策定専門調査会会長、国の男女共同参画行政を監視する監視専門調査会会長等も務めた。
2018年春の叙勲で、旭日中綬章を受章した。

## 略歴
- 1945年 - 茨城県ひたちなか市生まれ。
- 1963年 - 高校卒業と同時に日立製作所国分工場入社。
- 1964年 - 同工場退社。
- 1965年 - 千葉大学文理学部入学。
- 1969年 - 同大学卒業。日本経済新聞社入社。編集局生活家庭部長、編集局次長兼文化部長、編集委員兼論説委員等を歴任。
- 2005年 - 同社退社。現在、同社社友。実践女子大学人間社会学部教授就任[3][4]
- 2015年 - 同大学退職。一般財団法人女性労働協会会長兼専務理事就任。
- 2020年 - 同協会顧問就任。

## 社会貢献
- 男女共同参画会議議員（2005～2017年）
- 内閣府監視専門調査会会長（2005～2015年）
- 内閣府基本問題・計画専門調査会会長代理（2006～2010年）
- 次世代のための民間運動～ワーク・ライフ・バランス推進会議代表幹事（日本生産性本部、2006～2015年）
- ワーキングウーマン・パワーアップ会議代表幹事（日本生産性本部、2008～2015年）
- 国立女性教育会館監事（2007～2011年）
- 一般財団法人女性労働協会会長（2011～2020年、2015年から専務理事を兼務、2020年から顧問）[5]
- 東京都女性活躍推進会議会長（2014～）[6]
- 豊島区男女共同参画推進会議会長（2005～2019年）
- 東京都、千葉県、神奈川県、茨城県、三重県のほか区、市等の男女共同参画関連の審議会委員、会長等を務める（1991～2019年）

## 恵里子
披露宴を半年後に控えた娘・恵里子を2008年にボリビアでの交通事故（ポリタンクにガソリンを入れた状態の車同士が衝突し爆発・炎上）によって亡くす。その悲しみを少しでも癒すため、写実画家・諏訪敦に娘の肖像画を依頼した。この依頼によって描かれた作品「恵里子」はその制作過程がＮＨＫ・日曜美術館にて「記憶に辿りつく絵画～亡き人を描く画家～」として放送され話題を呼んだ。

## 著作

### 単著
- 『男と女　変わる力学』（岩波新書、1989）ISBN 4-00-430066-5
- 『男の座標軸』（岩波新書、1993）ISBN 4-00-430263-3
- 『男女摩擦』（岩波書店、2000）ISBN 4-00-001291-6
- 『男女共同参画の時代』（岩波新書、2003）ISBN 4-00-430867-4
- 『雇用破壊　非正社員という生き方』（岩波書店、2005）ISBN 4-00-022860-9
- 『恵里子へ　結納式の10日後ボリビアで爆死した最愛の娘への鎮魂歌』（日本経済新聞出版社、2009）ISBN 9784532166755
- 『男女平等は進化したか　男女共同参画基本計画の策定、施策の監視から』（新曜社、2017）ISBN 9784788515284
- 『なぜ働き続けられない?　社会と自分の力学』（岩波新書、2019）ISBN 9784004317562

### 共編著
- 『今日も元気にOLします』（草思社、1986）ISBN 4-7942-0241-5
- 『雇用均等時代の経営と労働』（東洋経済新報社、1987）ISBN 9784492260319
- 『ウーマン・フロンテイア』（日本経済新聞社、1988）ISBN 4-532-08831-3
- 『制御の世紀』（日本工業新聞社、1989）ISBN 4-8191-0657-0
- 『花婿学校』（三省堂、1990）ISBN 9784385353548
- 『変容する男性社会』（新曜社、1993）ISBN 9784788504554
- 『ワークスタイルの転換』（ぎょうせい、1993）ISBN 4-324-03726-4
- 『男性学』（岩波書店、1995）ISBN 9784000039086
- 『シリーズ【家族】①　明日の家族　自立と協調の実現』袖井孝子共編 （中央法規出版、1995）ISBN 9784805813515
- 『定年後　「もうひとつの人生」への案内』（岩波書店、1999）ISBN 9784000098885
- 『筑紫哲也の現代日本学言論①「働く」』（岩波書店、2001）ISBN 9784000266512
- 『岩波講座　自治体の構想』（岩波書店、2002）
- 『ジェンダー白書「女性に対する暴力」』（明石書店、2003）
- 『ジェンダー白書「女性と経済」』（明石書店、2007）

## 受賞
- 日本有職婦人クラブ（BPW）全国連合会 ベスト・メン賞 ’90（1990年）
- 第13回赤松良子賞（2009年）[8]
- 平成29年度男女共同参画社会づくり功労者内閣総理大臣表彰（2017年）[9]
- 旭日中綬章（2018年）